# Jayapangus
Jayapangus était un roi de Bali qui régna de 1188 à 1181. Il est connu à travers ses inscriptions, certaines liées aux impôts

## Biographie
Il était un descendant du célèbre souverain Airlangga. Jayapangus était peut-être le père de la reine Arjayadengjayaketana (en). Il était son prédécesseur.